# Крестный ход по Невскому проспекту
Крестный ход по Невскому проспекту — ежегодный общегородской крестный ход, совершаемый в Санкт-Петербурге в День перенесения мощей святого благоверного князя Александра Невского 12 сентября.
Маршрут шествия составляет 4 км и проходит по Невскому проспекту от Казанского кафедрального собора до Александро-Невской лавры, где в Свято-Троицком соборе хранятся мощи благоверного князя. На это время перекрывается проезжая часть главной магистрали города. На площади Александра Невского большой крестный ход встречается с малым, выходящим ему навстречу с мощами благоверного князя Александра Невского из стен лавры.
Ежегодно крестный ход собирает несколько десятков тысяч участников. В 2015 году их число превысило 100 тысяч.

## История крестного хода

### Крестный ход в Российской Империи
30 августа (12 сентября) 1724 года по повелению императора Петра I в Санкт-Петербург были доставлены мощи святого благоверного князя Александра Невского «по примеру перенесения из Соловецкого монастыря в Москву святых мощей Филиппа митрополита». Перенесение мощей император приурочил к очередной годовщине заключения Ништадтского мира, ознаменовавшего победу России в многолетней и тяжёлой Северной войне. Встретив в устье Ижоры яхту, везущую раку с мощами из Шлиссельбурга, Пётр I перенёс святыню на свою галеру, после чего сам встал у руля, а его приближённые сели на вёсла. При пушечном салюте и колокольном звоне мощи были снесены на берег и помещены в посвящённый благоверному князю монастырь, будущую лавру. 

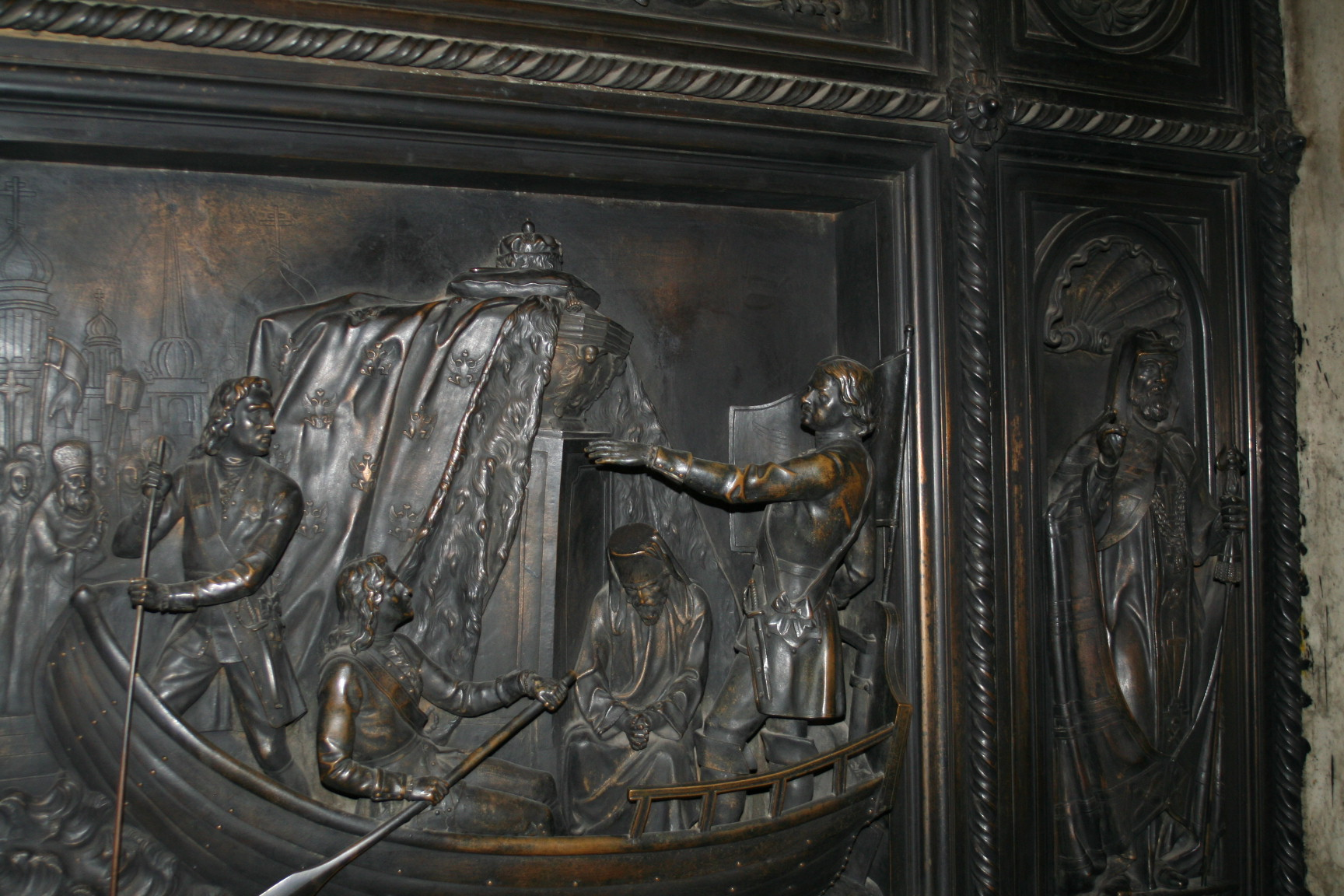
Пётр I перевозит мощи св. Александра Невского в Санкт-Петербург. Рельеф на двери Исаакиевского собора

Находясь в монастыре, Пётр I повелел Синоду составить службу святому Александру Невскому с указанием отныне праздновать во всем государстве день памяти благоверного князя 30 августа (12 сентября), что и было исполнено.
В 1743 году, накануне праздника, императрицей Елизаветой Петровной был направлен в Синод указ о том, что
есть Ея Императорскаго Величества намерение, для украшения службы Божией и обрядов церковных, уставить крестное хождение в Невский монастырь из церкви Казанския Пречистыя Богородицы и оному начало учинить завтра, на праздник перенесения мощей святаго благовернаго князя Александра Невскаго.
С этого времени крестный ход по Невскому проспекту ежегодно совершался в Александров день и являлся одним из самых важных событий в жизни столицы. Праздник обставлялся большой торжественностью, включая в себя парадную трапезу, пальбу из пушек, иллюминацию и музыку, для исполнения которой приглашались полковые оркестры. В массовом шествии принимали участие члены императорской семьи и кавалеры ордена Святого Александра Невского. В дореволюционной России этот день считался неприсутственным. 
Крестный ход как неотъемлемая часть празднования Александрова дня был отражен в акварели Василия Садовникова «Высочайшее шествие в Александро-Невскую лавру 30 августа 1859 года» и фотографии Карла Буллы «Крестный ход на площади у Александро-Невской лавры».

### В советское время
В советское время традиция крестного хода была прервана. В последний раз шествие, почтившее память благоверного князя, проходило в Петрограде в 1921 году, перенесённое с 12 на 19 сентября из-за торжественных похорон в центре города погибших финских коммунистов.

### Возрождение крестного хода

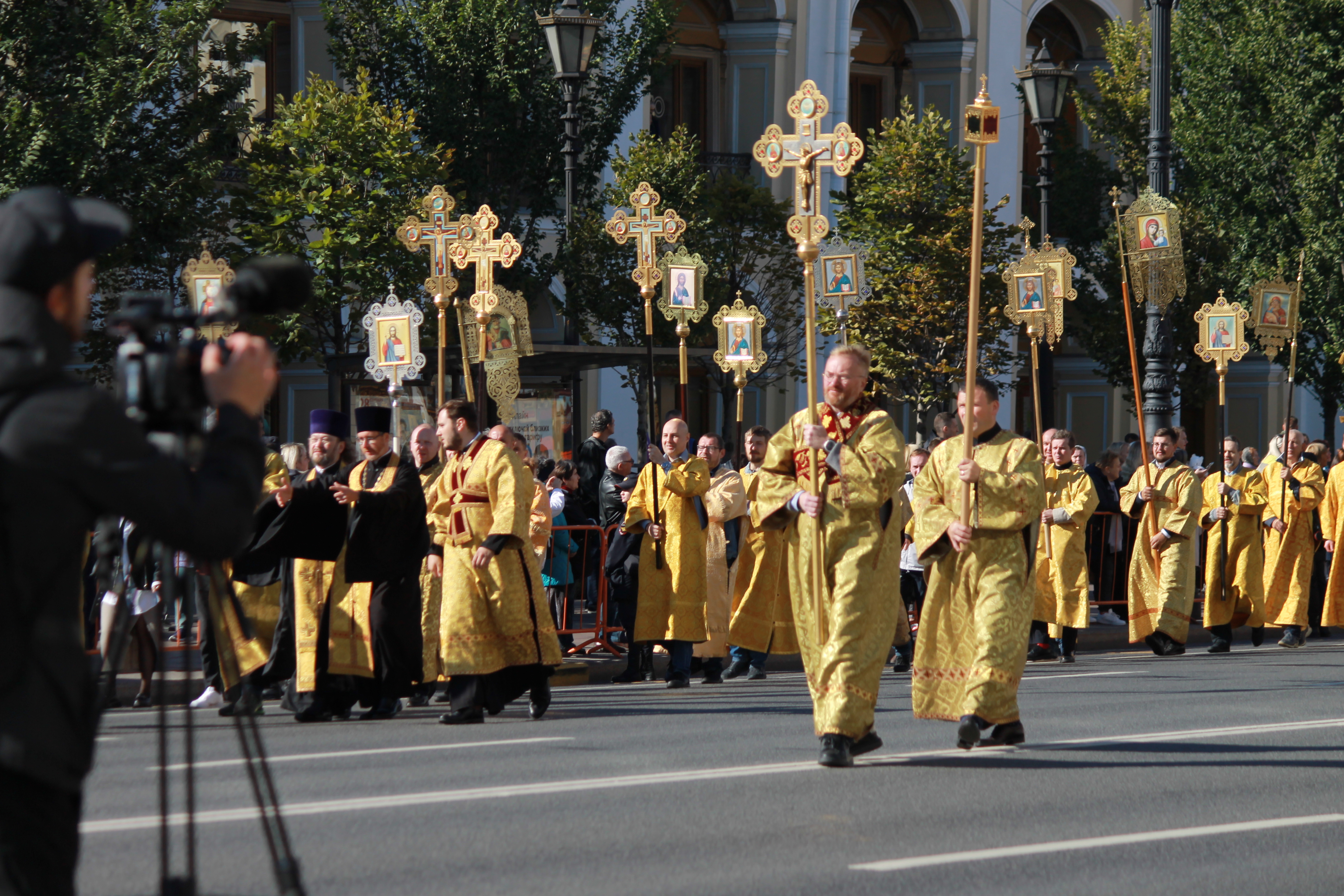
Крестный ход на Невском проспекте. 12 сентября 2022 года

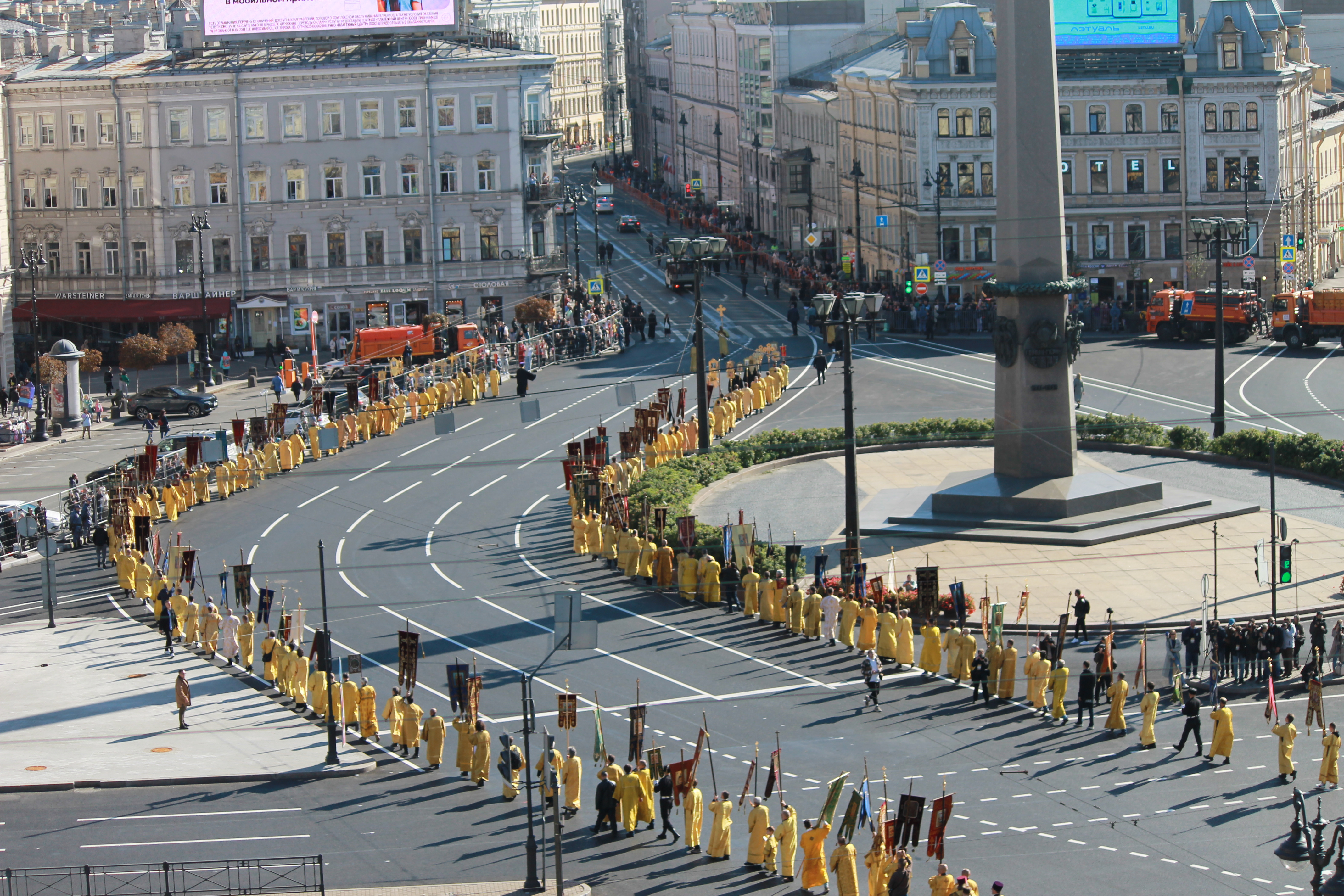
Крестный ход на площади Восстания. 12 сентября 2022 год

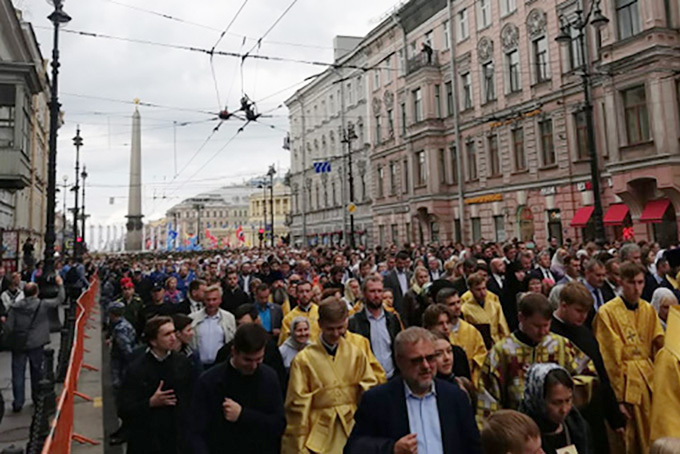
Крестный ход на Невском проспекте. 12 сентября 2023 года

Впервые после почти векового перерыва общегородской крестный ход по Невскому проспекту был совершён 12 сентября 2013 года. Его возрождение состоялось в рамках празднования 300-летия Александро-Невской лавры по предложению её наместника епископа Кронштадтского Назария, поддержанного церковными и светскими властями. Массовое шествие, собравшее, по разным подсчетам, от 10 до 80 тысяч человек, возглавлял епископ Царскосельский Маркелл и 250 священнослужителей Санкт-Петербургской митрополии. Впереди колонны несли Санкт-Петербургскую Казанскую икону Божией Матери. В шествии участвовали представители приходов епархии, общественных организаций, православных братств, учащиеся духовных школ, чиновники и руководители Законодательного собрания. На площади Александра Невского крестный ход был встречен патриархом Московским и всея Руси Кириллом с епископом Назарием, архиереями и клириками Русской православной церкви, вынесшими из Свято-Троицкого собора ларец с мощами благоверного князя. Патриарха сопровождал губернатор Санкт-Петербурга Георгий Полтавченко. Перед надвратной церковью лавры был отслужен молебен благоверному князю, состоялось чествование ветеранов войны — кавалеров ордена Александра Невского, по площади торжественным маршем прошли рота почётного караула и курсанты военных училищ. 
Ставший вновь традиционным общегородской крестный ход с 2014 по 2016 год возглавлял архиепископ Петергофский Амвросий, с 2017 по 2019 — митрополит Санкт-Петербургский и Ладожский Варсонофий. 
В 2017 году по Невскому проспекту вместе с Казанской иконой Божией Матери была пронесена одна из самых почитаемых икон Греции — «Панагия Сумела», доставленная в Россию митрополитом Верийским Пантелеимоном, который принял участие в шествии с группой греческих священнослужителей, а в 2018 — рака с десницей святителя Спиридона Тримифунтского с греческого острова Керкира.
В 2020 и 2021 годах шествие по Невскому проспекту не проводилось из-за ограничений, связанных с эпидемией коронавирусной инфекции. В 2021 году был совершён лишь возглавленный патриархом Кириллом малый крестный ход с мощами благоверного князя, вынесенными из стен лавры на площадь.
12 сентября 2022 года общегородской крестный ход после двухлетнего перерыва снова прошёл по главной магистрали Санкт-Петербурга.
12 сентября 2024 года был проведен крестный ход на 300-летие перенесения мощей князя Александра Невского. Среди участников шествия в том числе была реконструированная дружина князя — 14 всадников на конях в исторических костюмах и доспехах, люди с флагами ЧВК «Вагнер» и националисты из «Русской общины», последние несли транспарант «Мы русские — с нами Бог» и скандировали лозунги: «Русские вперёд», «Мы русские — с нами Бог».